# Estádio Durival Britto e Silva
Estádio Vila Capanema (oficjalna nazwa Estádio Durival Britto e Silva) – stadion wielofunkcyjny w Kurytybie, stan Parana (stan), Brazylia, na którym swoje mecze rozgrywa Paraná Clube.
Nazwę stadion zawdzięcza pułkownikowi Durivalowi Britto e Silvie, który był prezesem kolejowej spółki RFFSA.

## Historia
1947 – inauguracja w której pierwszą bramkę zdobywa zawodnik Fluminense Careca
1950 – stadion gospodarzem mistrzostw świata w piłce nożnej
- 25 czerwca – mecz pomiędzy Hiszpanią i Stanami Zjednoczonymi, zakończony zwycięstwem Hiszpanii 3-1
- 29 czerwca – mecz pomiędzy Paragwajem a Szwecją, zakończony remisem 2-2

8 września 1968 – rekord frekwencji
2006 – modernizacja stadionu